# Phasicnecus
Phasicnecus is een geslacht van vlinders van de familie Eupterotidae.

## Soorten
- P. aequidistans Strand, 1915
- P. bicolor Distant, 1897
- P. bipartita Rothschild, 1917
- P. bipunctatus Aurivillius, 1909
- P. bithynia Druce, 1887
- P. brunneofasciata Dall'Asta & Poncin, 1980
- P. citrinoides Dall'Asta & Poncin, 1980
- P. citrinus Druce, 1886
- P. decellei Dall'Asta & Poncin, 1980
- P. dehanicus Strand, 1911
- P. elgonae Bethune-Baker, 1927
- P. evanescens Distant
- P. fontainei Dall'Asta & Poncin, 1980
- P. fouassini Dall'Asta & Poncin, 1980
- P. gemmatus Wichgraf, 1921
- P. giganteus Rothschild, 1917
- P. gregorii Butler, 1894
- P. hilaris Felder, 1874
- P. inversus Gaede, 1927
- P. labda Druce, 1887
- P. latimaculata Dall'Asta & Poncin, 1980
- P. livingstonensis Strand
- P. maculifera Strand, 1912

- P. monteironis Rothschild, 1917
- P. nahor Druce, 1896
- P. nivalis Rothschild, 1917
- P. novempunctatus Bethune-Baker, 1927
- P. obtusus Walker, 1864
- P. opalina Druce
- P. parvula Dall'Asta & Poncin, 1980
- P. paulisi Dall'Asta & Poncin, 1980
- P. pellucida Joicey & Talbot, 1924
- P. peropalinus Rothschild, 1917
- P. pira Druce, 1896
- P. preussi Aurivillius, 1893
- P. pujoli Dall'Asta & Poncin, 1980
- P. pulverulentus Joicey & Talbot, 1924
- P. roseus Druce, 1886
- P. shabae Dall'Asta & Poncin, 1980
- P. similis Rothschild, 1917
- P. subcroceus Distant, 1903
- P. sulphureotinctus Strand, 1912
- P. thelda Druce, 1887
- P. uelei Dall'Asta & Poncin, 1980
- P. uniformis Dall'Asta & Poncin, 1980